# Azzano d'Asti
Azzano d'Asti es una localidad y comune italiana de la provincia de Asti, región de Piamonte, con 418 habitantes.

## Evolución demográfica
| Gráfica de evolución demográfica de Azzano d'Asti entre 1861 y 2001 |
|                                                                     |
| Fuente ISTAT - elaboración gráfica de Wikipedia                     |